# Controassicurazione
La controassicurazione è una clausola contrattuale prevista nelle assicurazioni libere sulla vita in cui non è certo il verificarsi dell'evento assicurato che consente la restituzione dei premi lordi precedentemente versati. 
Di fatto in presenza di controassicurazione qualsiasi forma assicurativa diviene una forma mista, in quanto è prevista una prestazione sia in caso di morte sia in caso di vita dell'assicurato.